# Disphragis bactrina
Disphragis bactrina är en fjärilsart som beskrevs av William Schaus 1939. Disphragis bactrina ingår i släktet Disphragis och familjen tandspinnare. Inga underarter finns listade i Catalogue of Life.